# Зелоти
Зелоти, або Зилоти (від грец. ζηλωτής, «ревнитель», івр. קנאים, канім) — соціально-політична та релігійна течія в Юдеї, що виникла в епоху Маккавеїв у другій половині I століття до н. е. і оформилася остаточно у середині I століття н. е. Були одним з розгалужень руху фарисеїв.

## Ревні фарисеї
Групи зилотів і сікаріїв вийшли з руху фарисеїв. Йосип Флавій описує їх як «четверту філософію» після філософських шкіл фарисеїв, ессенів та садукеїв. Але в дійсності зилоти не мали своєї філософії, та і не були четвертою групою, бо в суті речей були фарисеями. Йосип Флавій пише також про них: «зилоти у всім погоджуються з думками фарисеїв, але мають велику любов до волі і признають Бога за голову і пана народу; не бояться йти на найстрашнішу смерть та кари від родини і приятелів, аби лише не признати паном (народу) якусь людину». Таке їх ставлення ясно вказує на їх беззастережне признання національно-теократичного принципу, що для фарисеїв був суттєвим. Однак розходження між ними було на практиці, бо звичайно фарисеї не пристосовували цього принципу у політиці, а зилоти — так, і то аж до крайніх наслідків. Зилоти у кожній ділянці воскресили програму батька Макавеїв — Мататія, який вмираючи сказав: «Тепер, о сини, за Закон стійте ревно й дайте ваші душі за союз батьківський» (І Мак., 2,50).

## Політична діяльність
Спочатку основною метою зелотів було обмеження елліністичного впливу і повалення римського панування, для досягнення якої вважалися придатними будь-які засоби. До середини I століття н. е. зелоти оформилися в політичну партію для боротьби зі спадщиною царя Юдеї Ірода Великого. З фасаду Єрусалимського храму, відбудованого Іродом, вони збили навіть золотого орла як такого, що спонукає до ідолопоклонства і натякає на римське панування.
У 6 році н. е. Сульпіцій Квіріній почав перепис Юдеї і народ побачив у тому переписі незаперечний доказ, що народ, вибраний Богом Ягве, був по-святотатському підкорений нечистому чужинцеві, але більшість переконана впливовими священиками, підкорилась, як і більшість фарисеїв. Натомість проти цього став Юда з Гамали та Садик, які підбурили селян до бунту. Бунт був приборканий римлянами і тридцять років пізніше фарисей Гамалиїл ще згадував його (Дії 5:37).
Вимоги імператора Калігули поставити по всій Імперії його ідоли, грубе ставлення римських солдатів до Храму і віри жителів юдеї привели до істотної радикалізації єврейського населення і відповідно, поповненню прихильників зелотів.
Після незаконного вилучення (фактично грабежу) римським прокуратором великої частини храмового срібла зелоти організували Велике єврейське повстання, що призвело до Юдейської війни 66 — 73 р. н. е. Спочатку війська Цестія Галла, що підоспіли на допомогу римлянам з Сирії, були розбиті повстанцями.
Зелоти, бувши непримиренними супротивниками римлян, вирішили боротися до кінця, обґрунтовуючи це тим, що Ізраїлем може управляти тільки Месія — нащадок Давида.
Згідно з Біблією, серед апостолів Ісуса був Симон званий «Зилот» (Лк. 6:15).
Зелоти як і сікарії зникають із історичного поля після поразки революції 66-70 років, коли римляни знищили останні опори бунтівників, а головно твердиню Масаду, кінець якої Йосип Флавій точно описує. Натомість фарисеї пережили те страшне лихоліття і залишились такими і донині.